# Покосы
Поко́сы (до 1948 года Пусурма́н 1-й; укр. Покоси, крымскотат. Birinci Pusurman, Биринджи Пусурман) — исчезнувшее село в Джанкойском районе Республики Крым, располагавшееся на севере района, в степной части Крыма, на берегу небольшого озера Пусурман (Солёное), примерно в 8 км к западу-северо-западу от современного села Рюмшино.

### Динамика численности населения
| - 1805 год — 103 чел. - 1864 год — 16 чел. - 1892 год — 0 чел. | - 1900 год — 8 чел. - 1915 год — —/28 чел. - 1926 год — 29 чел. |

## История
Первое документальное упоминание села встречается в Камеральном Описании Крыма… 1784 года, судя по которому, в последний период Крымского ханства Пусурман, записанный как Мусулман Хаджи, входил в Сакал кадылык Перекопского каймаканства. После присоединения Крыма к России (8) 19 апреля 1783 года, (8) 19 февраля 1784 года, именным указом Екатерины II сенату, на территории бывшего Крымского Ханства была образована Таврическая область и деревня была приписана к Перекопскому уезду. После Павловских реформ, с 1796 по 1802 год, входила в Перекопский уезд Новороссийской губернии. По новому административному делению, после создания 8 (20) октября 1802 года Таврической губернии, Пусурман был включён в состав Джанайской волости Перекопского уезда.
По Ведомости о всех селениях в Перекопском уезде состоящих с показанием в которой волости сколько числом дворов и душ… от 21 октября 1805 года в деревне Псурман числилось 18 дворов и 103 жителя крымских татар. На военно-топографической карте генерал-майора Мухина 1817 года деревня Турман обозначена с 24 дворами. После реформы волостного деления 1829 года Пусурман, согласно «Ведомости о казённых волостях Таврической губернии 1829 г», остался в составе Джанайской волости. На карте 1836 года в деревне 13 дворов. Видимо, вследствие эмиграции крымских татар в Турцию, деревня заметно опустела и на карте 1842 года записана как Пусюрман и обозначена условным знаком «малая деревня», то есть, менее 5 дворов.
В 1860-х годах, после земской реформы Александра II, деревню включили в состав Бурлак-Таминской волости. В «Списке населённых мест Таврической губернии по сведениям 1864 года», составленном по результатам VIII ревизии 1864 года, Пусурман — владельческая деревня, с 3 дворами и 16 жителями при колодцах. По обследованиям профессора А. Н. Козловского начала 1860-х годов, в селении «… нет колодцев, а только копани с глубиною 7—8 саженей» (14—16 м), вода в которых бывала не постоянно. Кроме того отмечено, что «Бюсюрман… имеет прекрасный родник пресной воды» (копань — выкопанная на месте с близким залеганием грунтовых вод яма). На трехверстовой карте Шуберта 1865—1876 года в деревне Пусюрман обозначено 3 двора. Вследствие эмиграции крымских татар, особенно массовой после Крымской войны 1853—1856 годов, деревня опустела окончательно и в согласно «Памятной книжке Таврической губернии за 1867 год», стояла покинутая
После земской реформы 1890 года Пусюрман отнесли к Богемской волости. В «…Памятной книжке Таврической губернии на 1892 год» в сведениях о Богемской волости никаких данных о деревне, кроме названия, не приведено. По «…Памятной книжке Таврической губернии на 1900 год» на хуторе Полурман числилось 8 жителей в 1 дворе. По Статистическому справочнику Таврической губернии. Ч.II-я. Статистический очерк, выпуск пятый Перекопский уезд, 1915 год, на хуторе Посурман 1-й Богемской волости Перекопского уезда уезда числилось 3 двора, с населением в количестве 28 человек «посторонних» жителей, из которых 14 мужчин и 14 женщин. При хуторе числилось 90 десятин удобной земли. В хозяйствах имелось 6 лошадей, 8 коров и 84 головы мелкого скота.
После установления в Крыму Советской власти, по постановлению Крымревкома от 8 января 1921 года № 206 «Об изменении административных границ» была упразднена волостная система и в составе Джанкойского уезда был создан Джанкойский район. В 1922 году уезды преобразовали в округа. 11 октября 1923 года, согласно постановлению ВЦИК, в административное деление Крымской АССР были внесены изменения, в результате которых округа были ликвидированы, основной административной единицей стал Джанкойский район и село включили в его состав. Согласно Списку населённых пунктов Крымской АССР по Всесоюзной переписи 17 декабря 1926 года, в селе Посурман I, в составе упразднённого к 1940 году Тереклынского сельсовета Джанкойского района, числилось 9 дворов, все крестьянские, население составляло 29 человек, из них 27 русских и 2 украинца. На подробной карте РККА северного Крыма 1941 года Пусурман 1-й обозначен без указания жилых дворов дворов.
В 1944 году, после освобождения Крыма от фашистов, 12 августа 1944 года было принято постановление № ГОКО-6372с «О переселении колхозников в районы Крыма» и в сентябре 1944 года в район приехали первые новоселы (27 семей) из Каменец-Подольской и Киевской областей, а в начале 1950-х годов последовала вторая волна переселенцев из различных областей Украины. С 25 июня 1946 года Посурман в составе Крымской области РСФСР. Указом Президиума Верховного Совета РСФСР от 18 мая 1948 года, Пасурман 1-й переименовали в Покосы. 26 апреля 1954 года Крымская область была передана из состава РСФСР в состав УССР. Время включения в Целинный сельсовет пока не установлено: на 15 июня 1960 года посёлок уже числился в его составе. Ликвидировано к 1968 году (согласно справочнику «Крымская область. Административно-территориальное деление на 1 января 1968 года» — в период с 1954 по 1968 годы).